# Hungry Like the Wolf
A Hungry Like the Wolf a brit Duran Duran new wave együttes kislemeze, amelyet 1982. május 4-én jelentettek meg az Egyesült Királyságban. A dal szerzői az együttes tagjai, míg a producere Colin Thurston volt. Ötödik helyet érte el a Brit kislemezlistán és arany minősítést kapott a Brit Hanglemezgyártók Szövetségétől (BPI).
A Hungry Like the Wolf videóklipjét Russell Mulcahy rendezte és Srí Lanka dzsungeleiben forgatták. Az elveszett frigyláda fosztogatói atmoszférájára építették. Ugyan a kezdetekben az együttes nem tudott betörni az Egyesült Államokba, a Hungry Like the Wolf videóklipjét naponta négyszer játszotta az MTV, amelynek köszönhetően egyre nőtt a Duran Duran népszerűsége. A dal 3. helyig jutott a Billboard Hot 100-on 1983 márciusában és az együttes nemzetközi szenzáció lett. A klip volt az első, amely elnyerte a Legjobb videóklip díjat a Grammy-gálán, illetve az MTV Minden idők 100 legjobb videóklipje listán a 11. helyezést kapta. 2021-ben a Rolling Stone 398. helyre helyezte a Minden idők 500 legjobb dala listáján, míg a VH1 az 1980-as évek 3. legjobb dalának választotta.

## Felvételek
A Hungry Like the Wolfot 1982 tavaszának egy szombatján vették fel, az EMI londoni központjának egy alagsori stúdiójában. A dalt a nap során építették fel, ahogy érkeztek a tagok és késő délutánra már el is készült.
„A dal az új technológiákkal való játszadozással született,” mondta Andy Taylor a Blender magazinnal készített interjúban. Ezzel a ritmikus zenei alapra utal, amelyet a Roland TR-808 dobgéppel készítettek és egy Roland Jupiter-8 szintetizátorral.
A zenei alapot Nick Rhodes találta ki, miközben az autóban ült a stúdió felé menet. Elkezdett a Roland Jupiter-8-on játszani, míg Simon Le Bon a dalszöveget írta, amelyet a Piroska és a farkas inspirált és a „do” szó ismétlése a versszakok végén Gordon Lightfoot If You Could Read My Mind című dalából vette melódiáját. Andy Taylor találta ki a gitárrészletet. Ezt követően adták hozzá a dobokat és a basszusgitárt, amellyel be is fejezték a dalt egy nap alatt. A dal elején a nevetést és a végén hallható kiabálásokat Rhodes akkori barátnője adta elő.
Pár hónappal később újra felvették a dalt a Rio albumhoz a londoni AIR Studiosban, Colin Thurston producerrel, aki olyan dalokon dolgozott még, mint a Too Shy (Kajagoogoo) és az I Want Candy (Bow Wow Wow). Andy Taylor a következőt írta róla: „Jól tudta szervezni a dolgokat, sokkal több ötletet adtunk neki, mint amire ténylegesen szükség volt a dalon és fontos volt a nélkülözhetetlen elemekre való leszűkítésben.” Thurston és az együttes úgy döntöttek, hogy megtartják a demó eredeti elektronikus alapját, és csak a hangszereket, illetve az éneket veszik fel újra.
John Taylor azt mondta, hogy nem igazán tudja, mit jelent a dalszöveg, de valószínűnek tartja, hogy „találkozni lányokkal vagy szeretkezni valakivel.”

## Videóklip
1982-ben visszahívták Russell Mulcahy rendezőt, aki az együttes első klipjét, a Planet Earthöt készítette, hogy készítse el a Hungry Like the Wolf és két másik dal videóját az együttes 1983-as videóalbumára. A Duran Duran a klipet dzsungelekkel és egzotikus nőkkel képzelte el, ekkor ajánlotta Mulcahy Srí Lankát, egy országot, ahol nem olyan régen járt. Az EMI 200 ezer dollárt költött az együttes útjára a szigetre, amely áprilisban történt, a csoport ausztrál turnéja előtt. Nick Rhodes billentyűs és Andy Taylor gitáros Londonban maradtak, hogy befejezzék a Rio keverését, míg az együttes többi része elkezdett forgatni.
Ahogy azt a The 1980s könyvben leírták, a videó buja és filmszerű volt, szerepeltek benne dzsungelek, folyók, elefántok, kávézók és helyi piacok, amellyel megpróbálták Az elveszett frigyláda fosztogatói film atmoszféráját előidézni. Andy Taylor, aki a Save a Prayer forgatása alatt kórházba került, mert elkapott egy vírusos fertőzést az egyik jelenet készítése közben, azt mondta a klipről, hogy „Indiana Jones kanos és le akar feküdni valakivel.” A videóban Simon Le Bon feje lassított felvételben kiemelkedik egy folyóból, miközben esik az eső, amely egy utalás az Apokalipszis most egyik jelenetére. Ezt követően üldözni kezd egy tigrisszerű nőt, akit a bermudai Sheila Ming modell játszott, a város piacaitól kezdve a dzsungelen keresztül. Ezzel egyidőben az együttes többi tagja Le Bont követi és próbálja megtalálni. A klip végén az énekes és a nő egy szexuális töltöttségű harcba keverednek.
Két hónappal a videó leforgatása után, az MTV amerikai televíziós csatorna folyamatosan játszotta a klippet, naponta négyszer. Ez végül segített az együttesnek népszerűséget szerezni az Egyesült Államokban, illetve a kislemeznek elérni a Billboard Hot 100 legjobb három helyét és a Rio albumnak a Billboard 200 hatodik pozícióját. Les Garland, az MTV ügyvezető alelnöke a következőt mondta a videóról: „Emlékszem a tehetség- és előadó kapcsolati igazgatónk rohant hozzánk és mondta, hogy 'Látnotok kell ezt a videót, ami most érkezett'. Ebben az időszakban a Duran Durant nem játszotta senki, és az MTV be akart hozni új zenét. A Hungry LIke the Wolf minden idők legjobb videója volt, amit láttam.” Az MTV-n minden idők 15. legtöbbet játszott klipje lett és az MTV Minden idők 100 legjobb videóklipje listán a 11. helyezést kapta. A videóklip elnyerte a Legjobb videóklip díjat a 26. Grammy-gálán, 1984 februárjában, az első díjazott a kategória történetében. 2001-ben a VH1 31. helyre helyezte a VH1: 100 Legjobb videó listán.

## Számlista

### 7:EMI. / EMI 5295 Egyesült Királyság
1. Hungry Like the Wolf (Single Version) – 3:27
2. Careless Memories (Live) – 4:11 (Felvéve: Hammersmith Odeon, London, 1981. december 17.)

### 12: EMI. / 12 EMI 5295 Egyesült Királyság
1. Hungry Like the Wolf (Night Version) – 5:14
2. Careless Memories (Live) – 4:11 (Recorded live at Hammersmith Odeon, London, 1981. december 17.)

### 7: Harvest. / B 5134 Egyesült Államok
1. Hungry Like the Wolf (130 B.P.M. Single Version) – 3:23
2. Careless Memories (Live) – 4:11 (Recorded live at Hammersmith Odeon, London, 1981. december 17.)

- első amerikai kiadás.

### 7: Harvest. / B 5195 Egyesült Államok
1. Hungry Like the Wolf (Night Version) – 5:14
2. Hungry Like the Wolf (US Album Remix) – 4:11

- amerikai újrakiadás.
- Dal 2: David Kershenbaum-remix.

### CD: aSingles Box Set 1981–1985részeként
1. Hungry Like the Wolf (Single Version) – 3:27
2. Careless Memories (Live) – 4:11 (Recorded live at Hammersmith Odeon, London, 17 December 1981)
3. Hungry Like the Wolf (129 B.P.M. Night Version) – 5:09

### CD: aRio 2009 Limited Edition(CD1) részeként
1. Hungry Like the Wolf (US Album Remix) – 4:11

### CD: a Rio 2009 Limited Edition (CD2) részeként
1. Hungry Like the Wolf (129 B.P.M. Night Version) – 5:09

## Közreműködő előadók
- Simon Le Bon – ének
- Nick Rhodes – billentyűk
- John Taylor – basszusgitár, háttérének
- Roger Taylor – dobok, ütőhangszerek
- Andy Taylor – gitár, háttérének
- Colin Thurston – producer, hangmérnök
- David Kershenbaum – remix

## Slágerlisták
| Slágerlista (1982–83)                | Legmagasabb pozíció |
| ------------------------------------ | ------------------- |
| Ausztrália (Kent Music Report)       | 5                   |
| Kanada (RPM 50 Singles)              | 1                   |
| Hollandia (Single Top 100)           | 50                  |
| Írország (IRMA)                      | 4                   |
| Új-Zéland (Recorded Music NZ)        | 4                   |
| Lengyelország (Polish Singles Chart) | 25                  |
| Dél-afrikai Slágerlisták             | 4                   |
| Brit kislemezlista (OCC)             | 5                   |
| US Billboard Hot 100                 | 3                   |
| US Billboard Hot Dance Club Play     | 36                  |
| US Billboard Top Rock Tracks         | 1                   |

| Év   | Slágerlista          | Pozíció |
| ---- | -------------------- | ------- |
| 1982 | Új-Zéland (RMNZ)     | 49      |
| 1983 | Kanada (RPM)         | 10      |
| 1983 | US Billboard Hot 100 | 17      |

## Minősítések
| Régió                    | Minősítés | For.   |
| ------------------------ | --------- | ------ |
| Egyesült Államok (RIAA)  | Arany     | [ 29 ] |
| Egyesült Királyság (BPI) | Arany     | [ 30 ] |
| Kanada (CRIA)            | Arany     | [ 31 ] |